# No Tears Left to Cry
«No Tears Left to Cry» (стилізовано маленькими буквами (no tears left to cry) або догори ногами (ʎɹɔ oʇ ʇɟǝl sɹɐǝʇ ou)) — пісня американської співачки Аріани Ґранде, перший сингл з її четвертого студійного альбому Sweetener. Написаний Аріаною, Саваном Котечею та продюсерами пісні, Максом Мартіном та Іллею Салманзаде, сингл вийшов під лейблом Republic Records 20 квітня 2018 разом із музичним відео. 
Трек дебютував на третьому місці в американському Billboard Hot 100, зробивши Аріану єдиною співачкою в історії чарту, у якої перші сингли кожного з чотирьох студійних альбомів дебютували у десятці найкращих. Загалом, пісня очолила чарти в Австралії, Угорщині, Ірландії, Малайзії, Норвегії, Португалії, Сінгапурі та Словенії й увійшла в п'ятірку найкращих синглів в Австрії, Канаді, Німеччині, Фінляндії, Латвії, Нідерландах, Новій Зеландії, Швейцарії, Сполученому Королівстві.

## Фон і випуск
Після вибуху на Манчестер Арені під час туру Dangerous Woman Tour, співачка не бажала записувати нову музику й хотіла більше часу проводити із рідними через емоційне потрясіння. Вона повернулася в студію наприкінці 2017 та написала «No Tears Left to Cry» разом із Саваном Котечею та продюсерами пісні, Максом Мартіном та Іллею Салманзаде. Аріана сказала, що сподівається, що пісня приноситиме світло та розраду та «змусить вас танцювати й жити своїм найкращим життям!».
Видання Variety 9 квітня повідомило, що трек буде випущений 27 квітня 2018. Ґранде почала рекламувати реліз у соціальних мережах 15 квітня, використовуючи емодзі сльози та назву пісні написану догори ногами («ʎɹɔ oʇ ʇɟǝl sɹɐǝʇ ou»). Назва з'явилась на рекламних щитах по всій Америці та на сірих светрах, фото яких були опубліковані в соціальних мережах Аріани, її зведеного брата Френкі та тодішнього хлопця співачки, Мака Міллера. Прем'єра пісні у всьому світі відбулася в північ за північноамериканським східним часом 20 квітня 2018. Сірі светри стали доступними для придбання на сайті Аріани того ж дня в наборі з цифровою копією треку.

## Музичне відео

### Створення та випуск
Музичне відео на пісню було зрежисоване Дейвом Майерсом і спродюсоване Натаном Шеррером. Воно зображає дезорієнтацію в житті та складність світу. Для знімання відео був створений коридор, що обертається, щоб Аріана могла ходити по стінах та стелі. Обличчя Ґранде було вкрите зеленою речовиною та замотане на 30 хвилин, щоб створити маску її обличчя.
Музичне відео було опубліковане на Vevo 20 квітня 2018. Три відео зі знімання музичного відео були опубліковані 23 квітня, 27 квітня та 25 травня 2018.

### Синопсис
Аріана з'являється у шести різних образах, включаючи об'ємну зелену сукню, атласну мінісукню з туфлями на платформі від Стюарта Вайтцмана. Також вона уникнула свого фірмового високого хвоста і натомість з'явилася з іншими зачісками: з низьким хвостом, високою косою та з розпущеним волоссям. Відео починається з хорового вступу та вечірнього виду з висоти пташиного польоту на хмарочоси. Уперше співачка з'являється в лежачому положенні на стіні сповненій вікон, після чого ходить по стінах та по стелі, що насправді є оптичною ілюзією. Далі вона провалюється крізь підлогу та потрапляє на стіну, прикрашену різдвяними вогнями. У наступному кадрі Ґранде знаходиться на пожежній драбині та оглядає місто. В іншій сцені вона та трупа танцюристів виступають із парасольками на боці хмарочоса. Далі співачка падає зі хмарочоса, а після цього ми бачимо калейдоскоп її обличчя. У наступній частині відео Аріана сидить на підлозі та знімає своє лице, наче маску, а довкола неї є декілька версій її обличчя, які зображають різні емоції та співають. В останній сцені Аріана сидить на галявині та зустрічає схід сонця, граючи зі своєю собакою Тулуз. Відео включає елемент робочої бджоли, яка є символом Манчестера.

## Виступи
Уперше Аріана виконала «No Tears Left to Cry» на Коачеллі під час виступу Kygo 20 квітня 2018. 1 травня 2018 вона вперше виступила на телебаченні на The Tonight Show Starring Jimmy Fallon. 14 травня вона виступила на тому ж шоу з Феллоном і The Roots, використовуючи інструменти Nintendo Switch. Також Аріана відкрила своїм виступом Billboard Music Awards 20 травня 2018 й виступила з «No Tears Left to Cry», «Side to Side» і «Dangerous Woman» на YouTube Brandcast.